# Jolanta Majchrzak
Jolanta Majchrzak (ur. 14 lutego 1953 w Łodzi) – polska pianistka i piosenkarka, żona muzyka Tadeusza Woźniaka i młodsza siostra aktora Krzysztofa Majchrzaka.

## Życiorys
W wieku jedenastu lat pierwszy raz użyczyła swojego głosu postaciom serialu dla dzieci Przygody Misia Colargola (1968-1974).
Absolwentka klasy fortepianu Akademii Muzycznej w Łodzi. Po ukończeniu studiów uczyła gry na fortepianie, w szkole muzycznej, w Łodzi. Od 1981 działała jako muzyk sceniczny, wokalistka i korepetytor w łódzkich teatrach. Teatrze Nowym i Studyjnym, w  Teatrze Rampa i Komedii w Warszawie, Teatrze Polskim w Szczecinie i w Bydgoszczy oraz Teatrze Wybrzeże w Gdańsku.
Od 1989 ściśle współpracuje z Tadeuszem Woźniakiem, uczestnicząc w jego pracach teatralnych i filmowych, sesjach nagraniowych, koncertach i programach telewizyjnych.

## Życie prywatne
Jest matką dwóch synów: skrzypka – Mariusza Jagody i Filipa Woźniaka.

## Prace artystyczne (wybrane)
- Udział w nagraniu i przedstawieniu "Legendy" Stanisława Wyspiańskiego, z muzyką Zygmunta Koniecznego w Teatrze Nowym w Łodzi;
- Udział w spektaklu, nagraniu i programie telewizyjnym "Dell'amore" Emila Zegadłowicza, z muzyką Tadeusza Woźniaka;
- W tytułowym utworze CD POMATONU "Zegarmistrz światła" z 1991 wykonała (wspólnie z Grażyną Łobaszewską) słynną partię chóru.

## Dyskografia
- 1991: Zegarmistrz światła (CD i MC)
- 1991: Kolędy (Pomaton EMI, MC)
- 1991: Filemon i przyjaciele (MC)
- 1996: Tak, tak - to ptak (CD)
- 1997: Conieco (CD i MC)
- 1998: Przestrzeń medytacji (CD i MC)
- 2000: Smak i zapach pomarańczy (CD i MC)
- 2003: Ballady polskie (LP i CD Polskie Radio)
- 2008: Do odlotu (CD Kros)